# Ken Chapman (cầu thủ bóng đá, sinh 1948)
Kenneth Freeman Raymond Chapman (sinh ngày 16 tháng 11 năm 1948) là một cựu cầu thủ bóng đá người Anh thi đấu ở vị trí tiền vệ chạy cánh.